# Lowlands 1995
Lowlands 1995 (voluit: A Campingflight to Lowlands Paradise) werd van 25 tot 27 augustus 1995 gehouden in Biddinghuizen. Het was de 3e editie van het Lowlandsfestival. Met 25.000 verkochte kaarten werd het bezoekersrecord van 12.500 (Lowlands 1994) verbroken.

## Bands
| - Acid Junkies - Beck - Bettie Serveert - Black Grape - Blind Melon - Buffalo Tom - Cordelia's Dad - David Kennedy - De Dopegezinde Gemeente - dEUS - Dog Eat Dog - Dreadzone - Drugstore - Dub War - Dutch Masters - EZIO - Fluke - Foo Fighters - Green Day - Guided by Voices - H-Blockx - Hallo Venray - Heather Nova - Hedningarna - Heideroosjes - Human Beings - James Hall - Jammah Tammah - Kyuss | - Les Gitans Du Rajasthan - Lordz Of Brooklyn - Mad Professor - Melvins - Mizpah - Mogwai - Monster Magnet - Moondog Jr - Mudhoney - NRA - No Fun At All - NOFX - Osdorp Posse - Paw - Pennywise - Pigmeat - Prophets Of Da City - Radiohead - Railroad Jerk - Riverdales - Salad - Shellac - Sick of It All - Silverchair - Soundgarden - Sponge - Stone Cutters - Sugar Ray - Supersuckers | - The Apemen - The Chemical Brothers - The Dickies - The Geraldine Fibbers - The Firebirds - The Mutton Birds - The Prodigy - The Schizofrenics - The Skatalites - Throwing Muses - Tofu Love Frogs - Treble Spankers - Tricky - Underworld - Whale - Yo La Tengo - Comedytrain - Moens & Giphart - The Primitives - De Stijle, Want - Theo Maassen - Thomas Acda & Paul De Munnick - DJ Hard Flip - Mad Ed - Paul Jay - Sabotage Sound Surfers |

1967 · 1968 · 1993 · 1994 · 1995 · 1996 · 1997 · 1998 · 1999 · 2000 · 2001 · 2002 · 2003 · 2004 · 2005 · 2006 · 2007 · 2008 · 2009 · 2010 · 2011 · 2012 · 2013 · 2014 · 2015 · 2016 · 2017 · 2018 · 2019 · 2020 · 2021 · 2022 · 2023 · 2024